# Lamu (ville)
Pour les articles homonymes, voir Lamu.
Lamu est le chef-lieu du comté de Lamu. Elle est située sur la « côte Nord » du Kenya à une centaine de kilomètres de la frontière somalienne. Localisée à l'est d'une île maritime au nom éponyme d'une superficie d'environ 57 km2, la ville est baignée par le chenal maritime naturel de Mkanda et à 4,5 km de l'océan Indien. 
Bâtie au XIIe siècle, c'est un centre culturel important dans la culture swahilie et un lieu de pèlerinage pour beaucoup de musulmans de la côte est-africaine. Les 16 hectares de la vieille ville figurent, depuis 2001, au patrimoine mondial de l'UNESCO.

## Histoire
Bien que la date de 1370 soit parfois avancée, l'archéologie n'a pu déterminer avec précision la date de fondation du site de Lamu mais on estime qu'elle a été fondée au XIIe siècle. Lamu n'est pas la plus ancienne ville de l'archipel de Lamu, il s'agit de Shanga (sur l'île de Pate), de Pate et de Manda, toutes trois apparues vers le milieu du VIIIe siècle. 
Depuis les années 1970, les travaux historiques et archéologiques ont démontré que Lamu, comme les autres cités swahili, n'a pas été fondée par des colons arabes ou persans mais résulte bien d'une adaptation des populations africaines locales à l'environnement naturel et commercial de la côte orientale de l'Afrique, à laquelle s'est ajoutée l'adoption précoce de l'islam et un métissage d'influences africaines, arabo-persanes, voire indiennes.
Lamu est une ville swahili dont l'histoire est semblable à celle de ses voisines : elle fut fondée par des habitants de la côte, locuteurs d'une langue bantoue qui adoptèrent l'islam sous l'influence des marchands arabo-persans qui fréquentaient le littoral est-africain et s'y établissaient parfois et y concluaient des intermariages, attirés par les perspectives commerciales. Comme Pate, Mombasa ou Kilwa, Lamu était une cité-État de culture swahilie, ouverte à la fois sur les échanges de l'océan Indien et l'arrière-pays continental. C'est au XVe siècle (avec son enregistrement auprès du Qadi) que l'archipel et la ville commencent à prendre une importance croissante dans le commerce avec les Arabes (notamment la traite d'esclaves), qui y érigent des mosquées et des fortifications. 
L'archipel est conquis par les Portugais en 1506, ce qui en diminua l'influence jusqu'à ce que les européens en soient chassés par le Sultanat d'Oman entre 1652 et 1698. En 1744, le clan Mazrui prend la tête de Mombasa et de Pate, obligeant Lamu à se augmenter sa dépendance militaire vis-à-vis de l'Oman.
En 1812, la bataille de Shela remportée par la dynastie Busaidi d'Oman finit d’asseoir l'influence du sultanat, qui fait ériger le fort. Cette influence signa l'âge d'or de l'archipel, qui devint une place commerciale majeure entre Mombasa et Mogadiscio sur la route des épices, de l'ivoire et des esclaves, et ce encore plus lors de la scission du sultanat en deux en 1840 (date à partir de laquelle Lamu fait partie du Sultanat de Zanzibar), jusqu'à ce que la région passe sous domination anglaise à la fin du XIXe siècle. 
L'abolition du commerce d'esclaves dans l'empire britannique en 1872 porte un coup fatal au développement de l'île, qui se fige alors dans un état étonnamment proche de ce qu'elle est toujours,. 
En 1962 et en 1981, des incendies meurtriers dévastent une partie de la ville (quartier de Gademi en particulier). 
En 1963, le Kenya proclame son indépendance et Lamu devient capitale de la province de la côte nord, et vit chichement du commerce et du tourisme (notamment de la part de groupes hippies attirés par le calme, le charme et l'isolement du lieu), jusqu'à la Guerre civile somalienne qui rend la zone instable à partir des années 1990 et voit un fort déclin du tourisme malgré la beauté célèbre de l'île, qui est inscrite au Patrimoine Mondial de l'Humanité par l'UNESCO en 2001. Les actions de piraterie et les actes terroristes des Shebabs somaliens ont contribué à diminuer encore le tourisme occidental dans les années 2000.

## Urbanisme
L'essentiel de la ville date de son âge d'or, de la fin du XVIIIe au milieu du XIXe siècle, avec quelques monuments plus anciens (notamment les mosquées). La plupart des bâtiments anciens sont construits en pierre de corail fossile, avec des charpentes (souvent monumentales) en bois de palétuvier provenant des mangroves locales. L'architecture est caractérisée par des ruelles étroites, de nombreuses places publiques ou de détente (barazas), des cours intérieures arborées (kiwanda), des plafonds peints, des vérandas et des portes arrondies très sculptées (caractéristique de la culture swahilie). Selon le site de l'UNESCO, « Lamu a conservé son intégrité sociale et culturelle ; elle a également maintenu l’authenticité de son tissu urbain jusqu’à nos jours ».
Le climat permet une vie relativement confortable malgré l'absence d'infrastructures de base, palliée par l'utilisation d'eau de pluie (ou filtrée par le sable) et des générateurs électriques (les panneaux solaires ont également fait leur apparition ces dernières années) ; un système d'égouts est également présent, rudimentaire mais efficace. Les hôtels les plus luxueux et les quelques villas de riches touristes sont cependant équipées de tout le confort moderne. 
En raison de l'étroitesse des rues, l'implantation d'automobiles est impossible sur l'île - mais il est facile d'explorer la ville à pied, à vélo, ou, comme les habitants locaux, à dos d'âne. Le calme de la vie à Lamu et l'absence de tourisme de masse valent ainsi à l'archipel une réputation de charme intemporel et de dépaysement total chez les touristes qui s'y aventurent,. 
En 2012, le président Mwai Kibaki présente un projet de port ultra-moderne pour Lamu, comprenant un complexe ferroviaire et pétrolier destiné à servir d'accès à la mer pour le jeune Soudan du Sud et l'Éthiopie. Ce projet extrêmement controversé sur les plans écologique, culturel, et sécuritaire est encore en cours d'élaboration en 2013. 

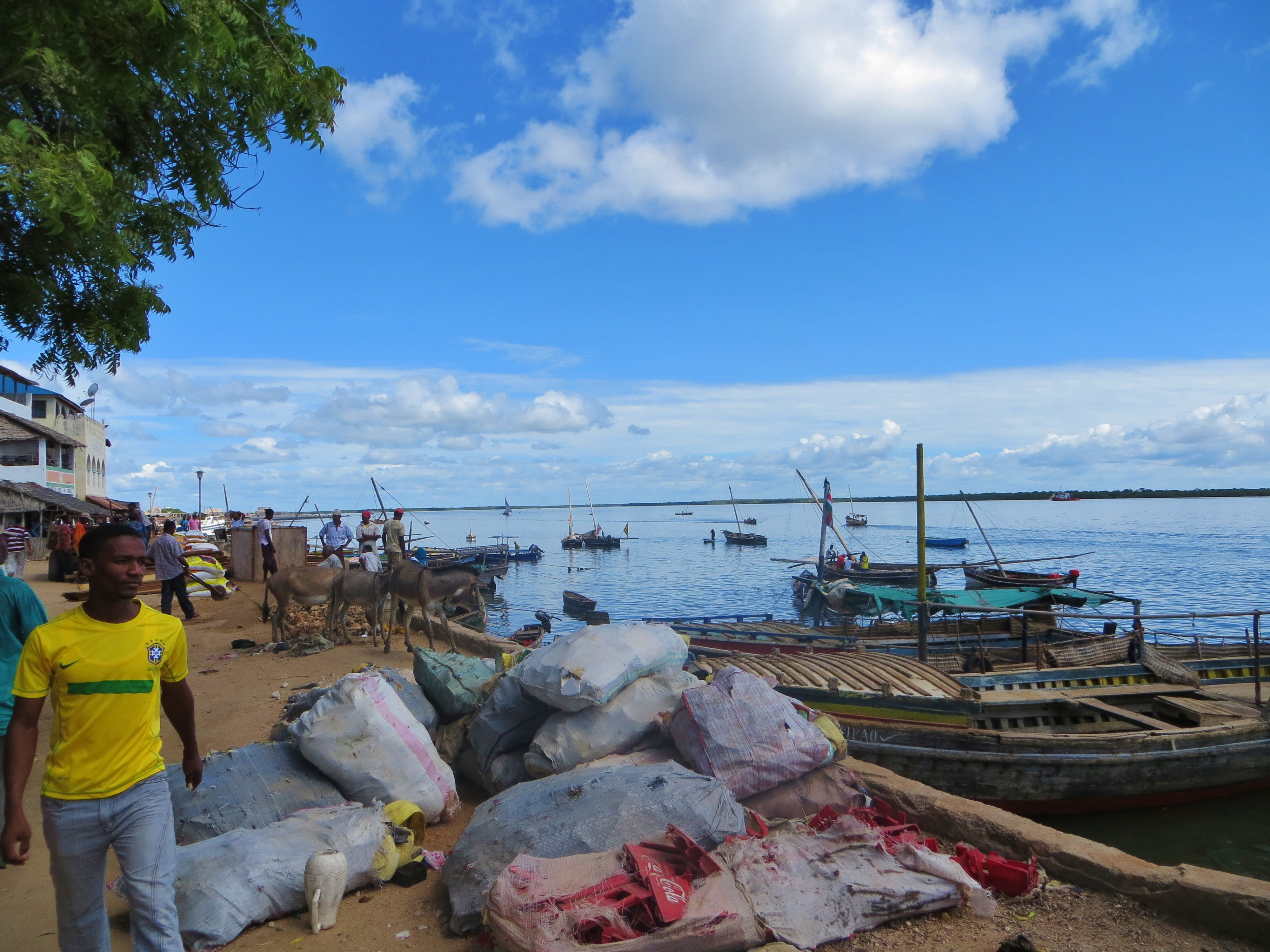
Le bord de mer de Lamu.
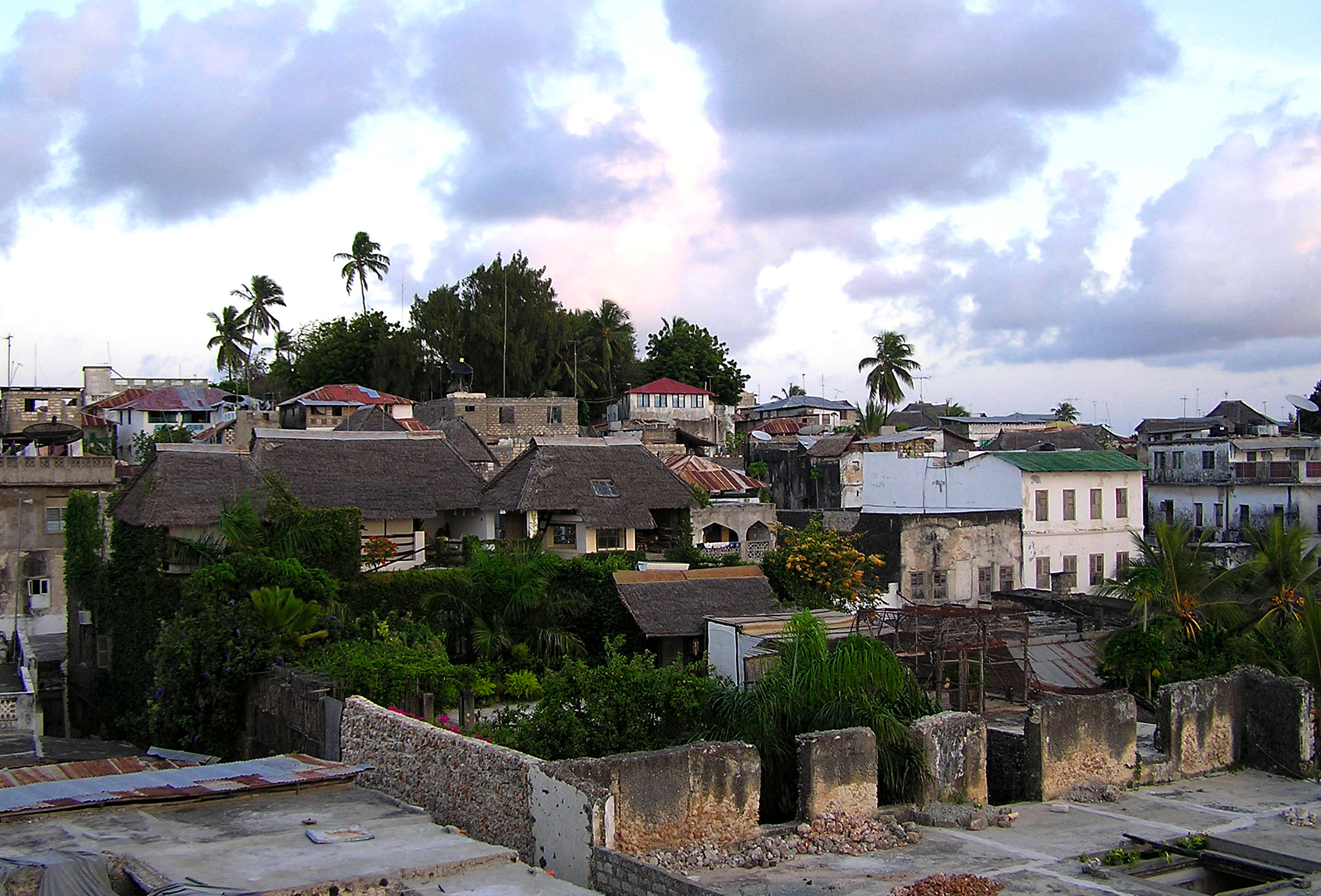
Vue des toits de la ville.
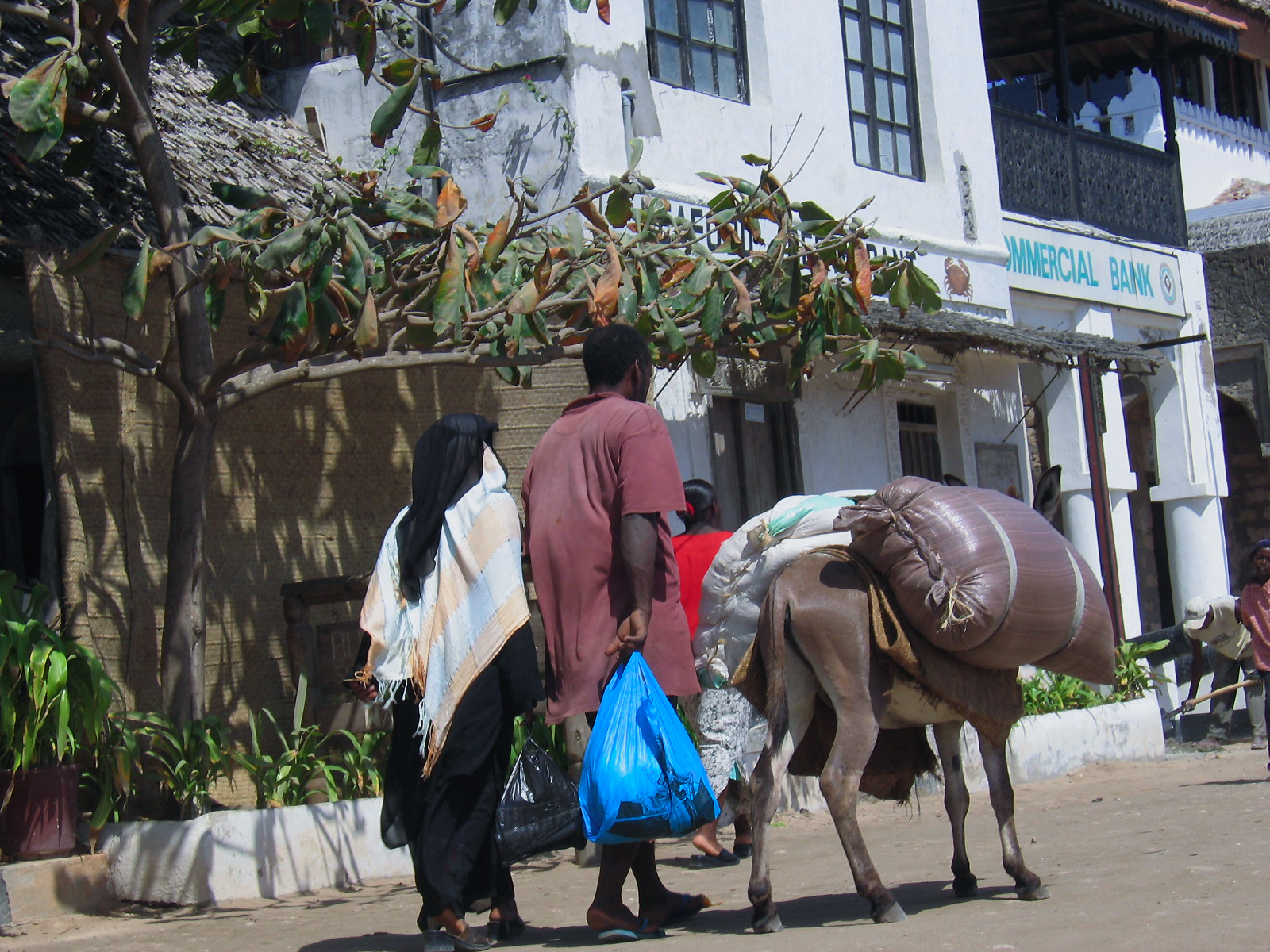
Scène de rue : les ânes sont le seul moyen de transport.
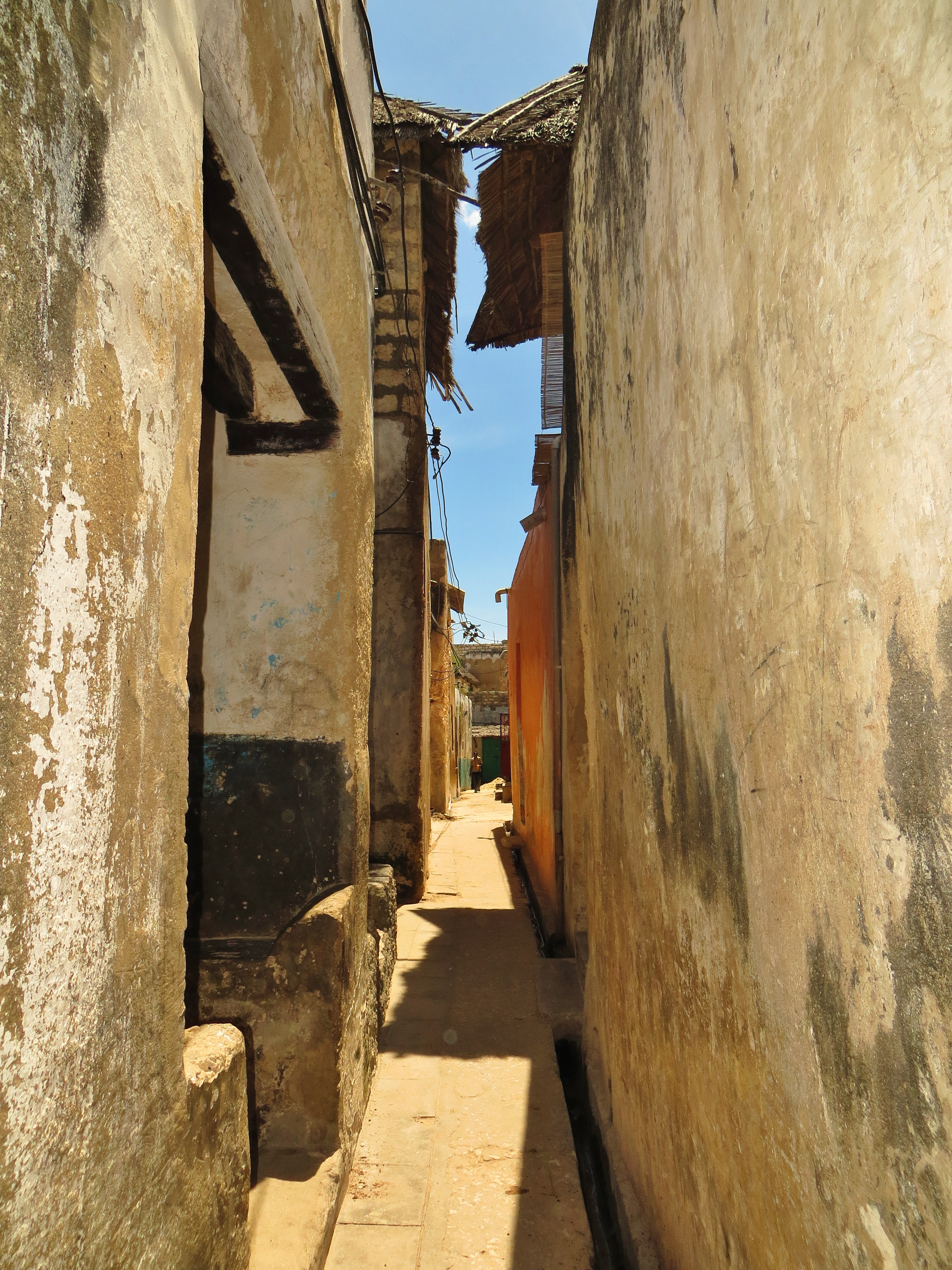
Les rues de Lamu sont très étroites pour rester fraîches.
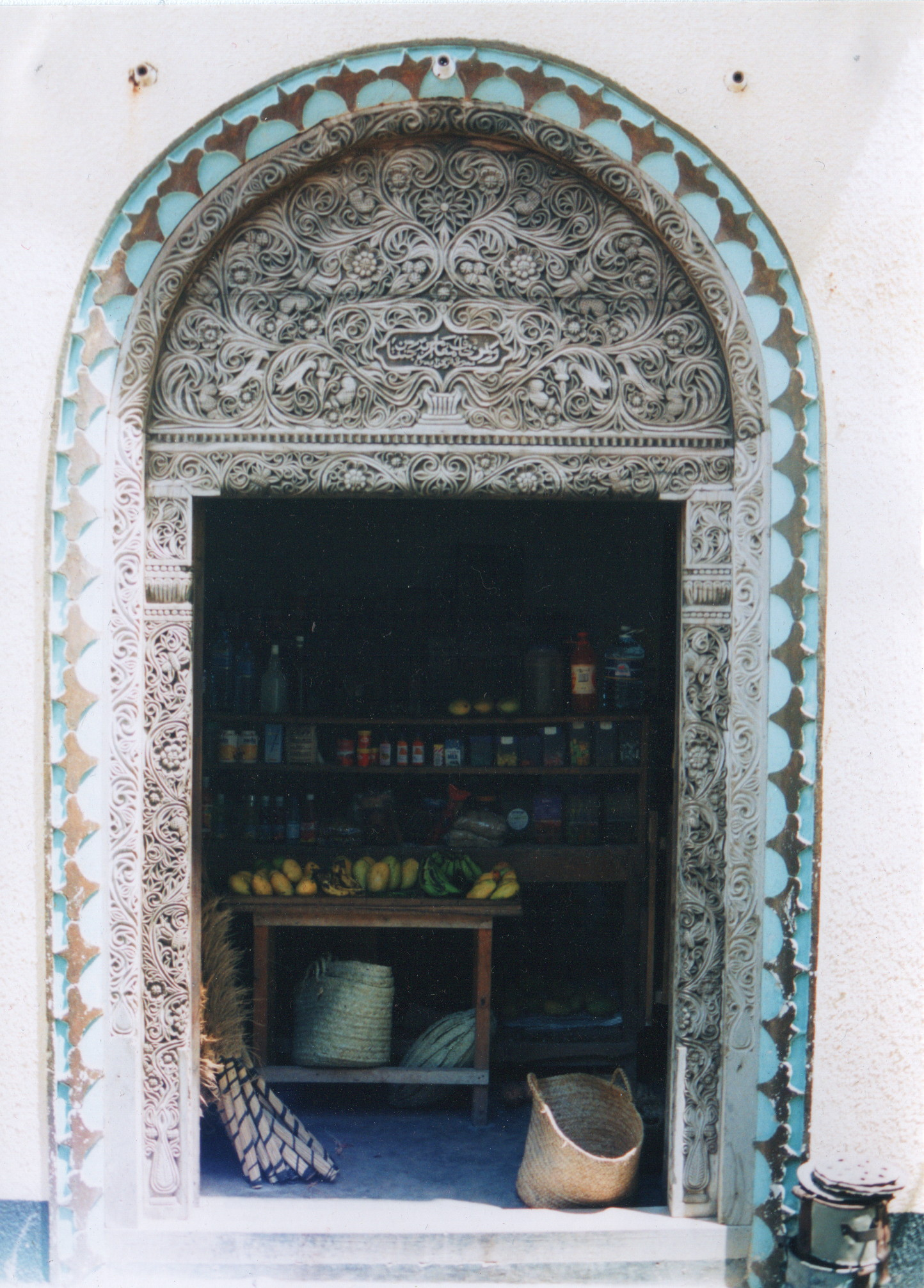
Porte swahilie traditionnelle.

## Culture

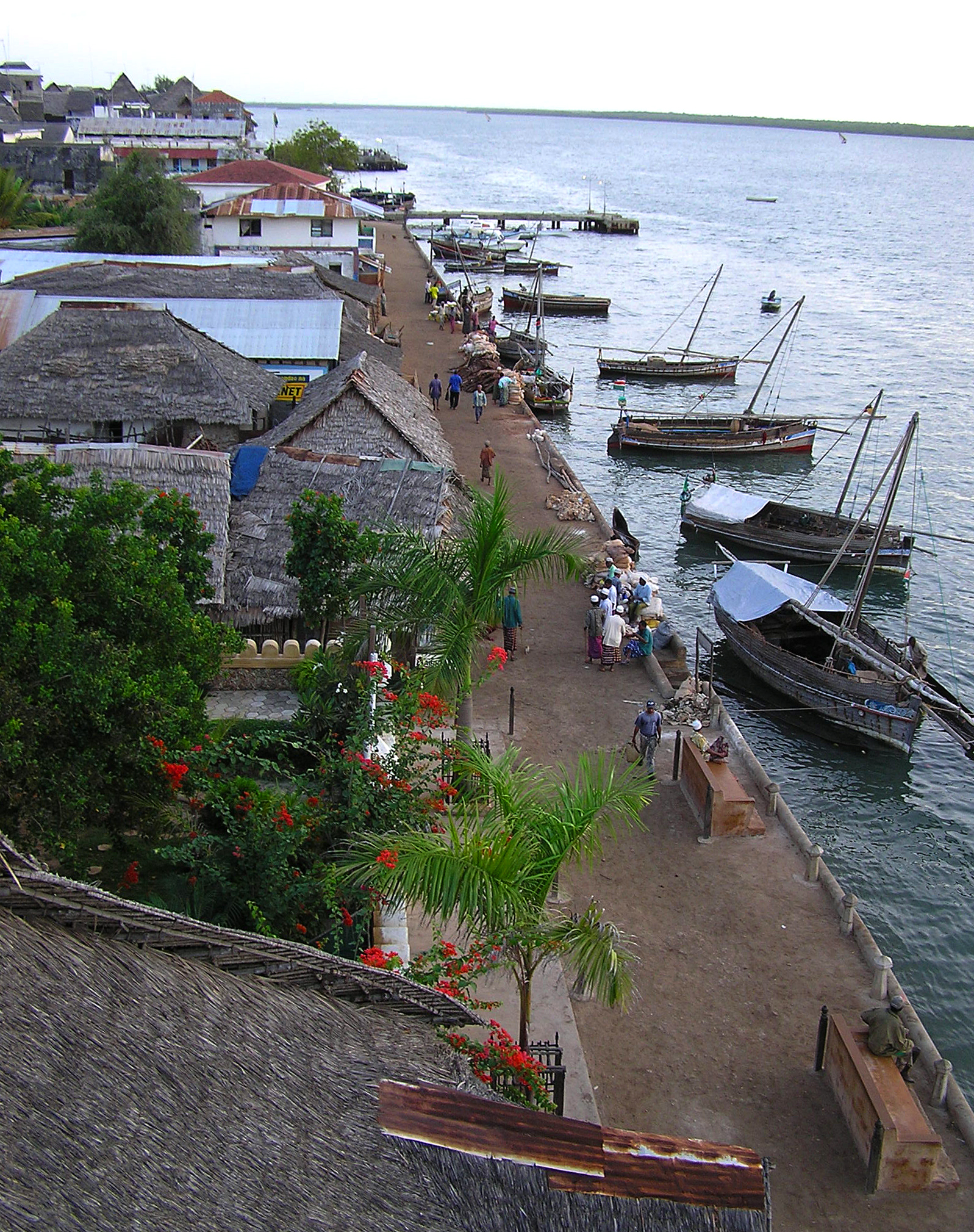
Le bord de mer vu des toits.

Habib Salih, un Sharif lié aux Hadramaut du Yémen, s'installa à Lamu dans les années 1880 et devint rapidement un théologien extrêmement respecté. Habib Salih connut un énorme succès, attirant des foules d'étudiants et en 1900 la Mosquée Riyadha fut construite grâce à lui. Il introduisit le Maulid Habshi, pour lequel ses étudiants chantaient des sourates accompagnés par des tambourins. Après sa mort en 1935 ses fils ont continué la Madrassa, qui est devenu un des centres les plus prestigieux pour des Études Islamiques en Afrique orientale. 
La ville est au cœur de la zone culturelle swahilie, où elle exerça une influence culturelle, économique et religieuse de premier plan pendant plusieurs siècles. Le kiamu est un des dialectes les plus influents des langues swahilies.
L'île ayant été un centre stratégique du commerce des esclaves, la population de Lamu est marquée par une grande diversité ethnique. Lamu était une étape majeure sur la principale route des esclaves empruntée par les commerçants arabes, et la population est en grande partie musulmane, mais les influences culturelles sont autant africaines que perses, arabes et indiennes. 
Lamu est le lieu d'un important festival qui a lieu chaque année à l'occasion de l'anniversaire de la naissance de Mahomet, qui constitue également un pèlerinage religieux. Organisé pour la 122e fois en Octobre 2012, le festival appelé localement Maulidi a attiré plus de 30 000 visiteurs venant principalement de la côte est-africaine, mais aussi du Moyen-Orient, de toute l'Afrique orientale ainsi que quelques touristes occidentaux. 

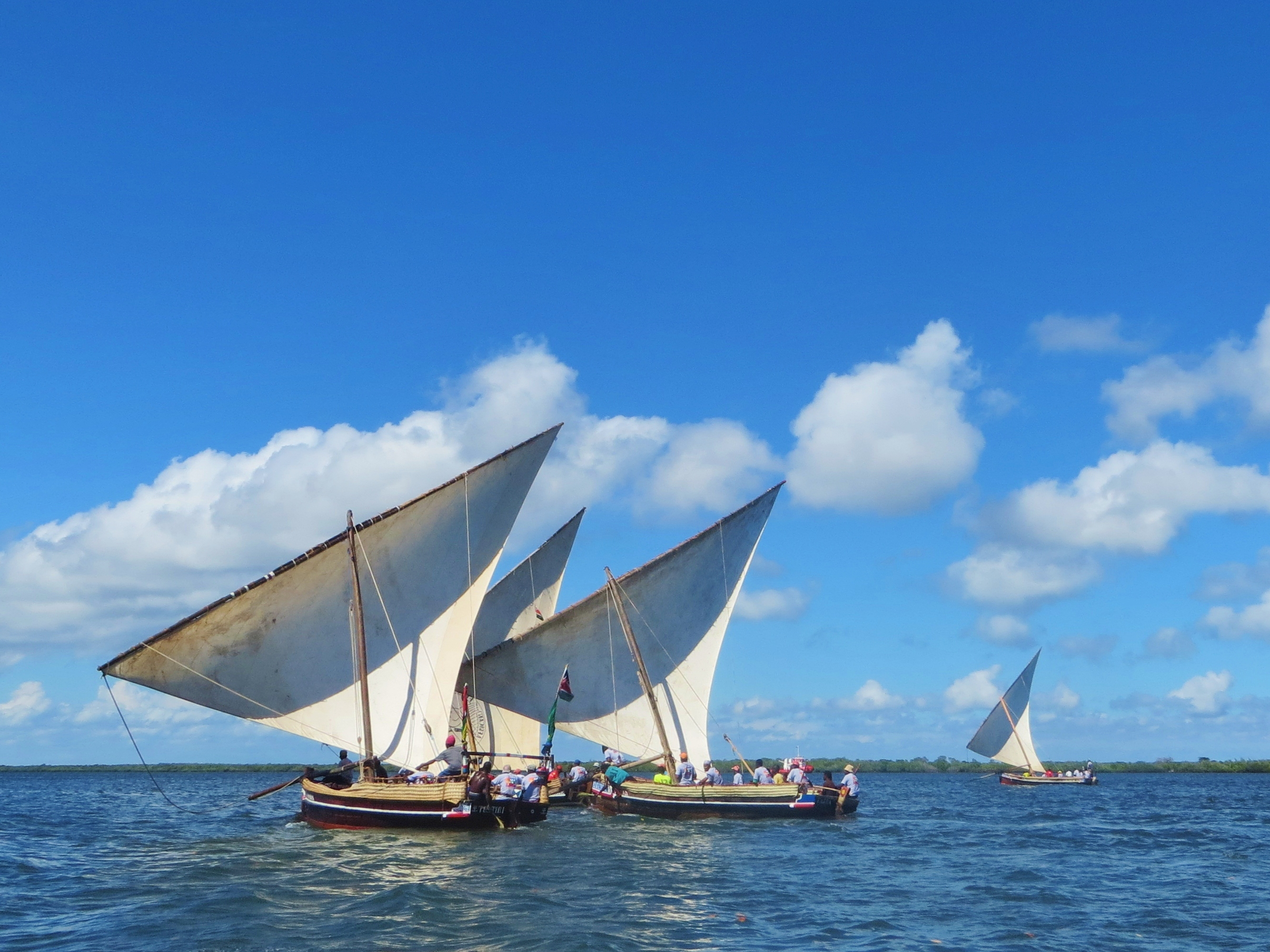
Course de boutres traditionnels lors du festival annuel du mawlid.
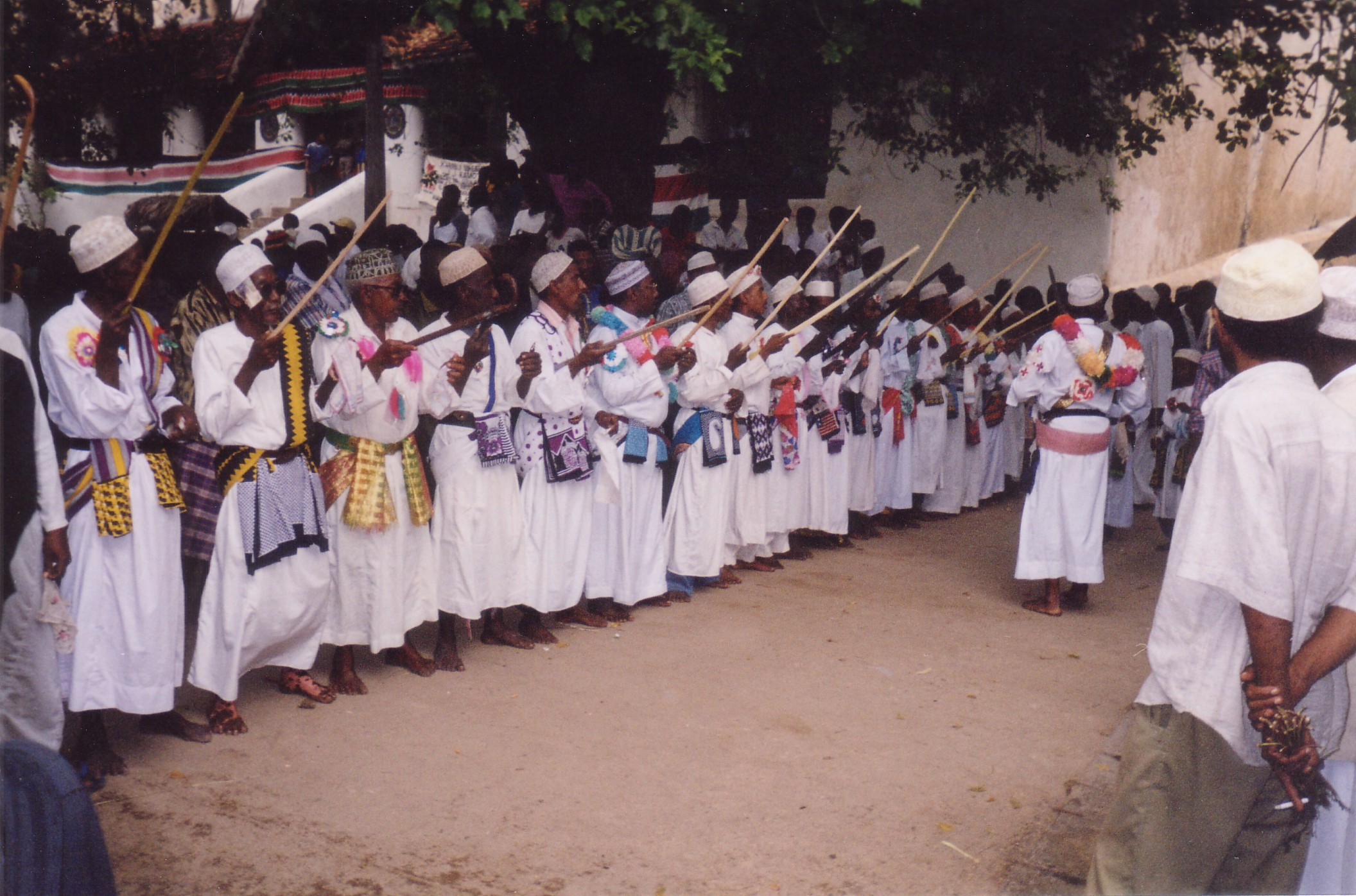
Parade (juillet 2001)

## Patrimoine

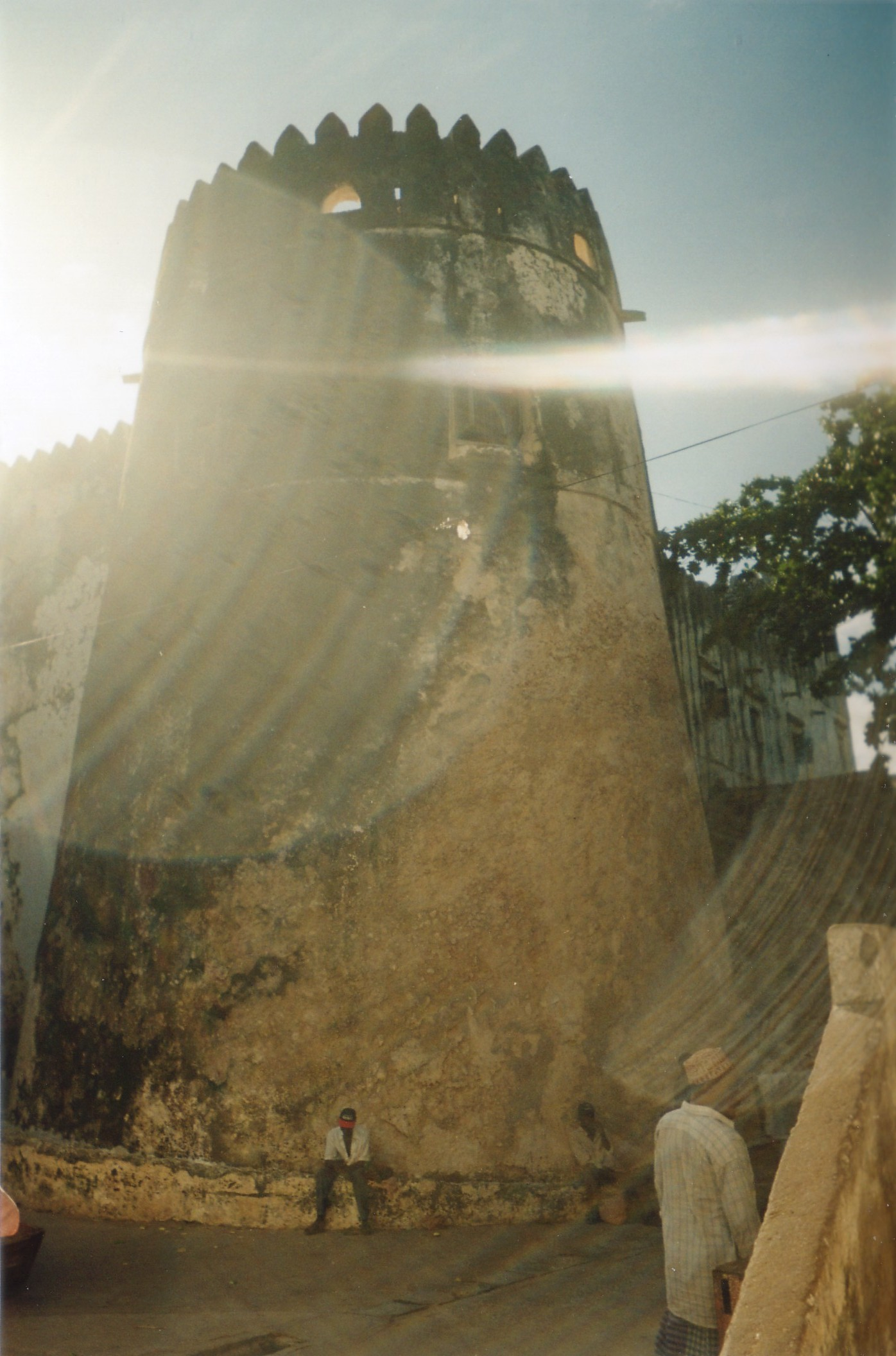
La tour du Fort omanais de Lamu.

La vieille ville de Lamu, située à environ 3 km au sud du nouveau centre urbain, est inscrite depuis 2001 sur la liste du patrimoine mondial de l'Unesco.
La ville s'est développée au XIVe siècle et contient beaucoup d'excellents exemples d'architecture swahilie. La vieille ville est inscrite dans la liste de patrimoine mondial de l'humanité de l'UNESCO en tant que « patrimoine swahili le plus ancien et le mieux conservé d'Afrique de l'Est ». 
Lamu compte plusieurs musées, y compris le Lamu Museum, où se trouve le cor de cérémonie de la ville (appelé siwa) ; d'autres musées sont consacrés à la culture swahilie et au service postal local. On trouve aussi plusieurs monuments notables :
- le Fort de Lamu : Fumo Madi ibn Abi Bakr, le Sultan de Pate, commença à construire le fort sur le bord de mer en vue de protéger les membres de son gouvernement impopulaire. Il mourut en 1809, avant même que le premier étage du fort n'ait été achevé. Le fort fut terminé au début des années 1820 ;
- la mosquée Riyadha : construite en 1900 sous l'impulsion du Sharif Habib Salih, cette mosquée et sa Madrassa est rapidement devenue un centre religieux de premier plan sur toute la côte est-africaine. La Mosquée est le centre du Festival du Mawlid, qui se tient chaque année pendant la dernière semaine du mois de la naissance du Prophète. Il accueille de très nombreux pèlerins en provenance du Soudan, du Congo, d'Ouganda, de Zanzibar, de Tanzanie et de la péninsule arabique venus se joindre aux gens du pays pour chanter l'éloge de Muhammad ;
- la mosquée Mnarani ;
- le Sanctuaire des Ânes : puisque l'île ne compte aucun véhicule motorisé, le transport de personnes et de charges s'effectue à dos d'âne[6]. L'île compte donc entre 2000 et 3000 ânes. La Docteure Elisabeth Svendsen, du Sanctuaire Britannique des Ânes, effectua une première visite à Lamu en 1985. Inquiétée par les conditions de vie des ânes, elle fait inaugurer le Sanctuaire en 1987. Le Sanctuaire soigne ainsi les ânes gratuitement.

## Galerie

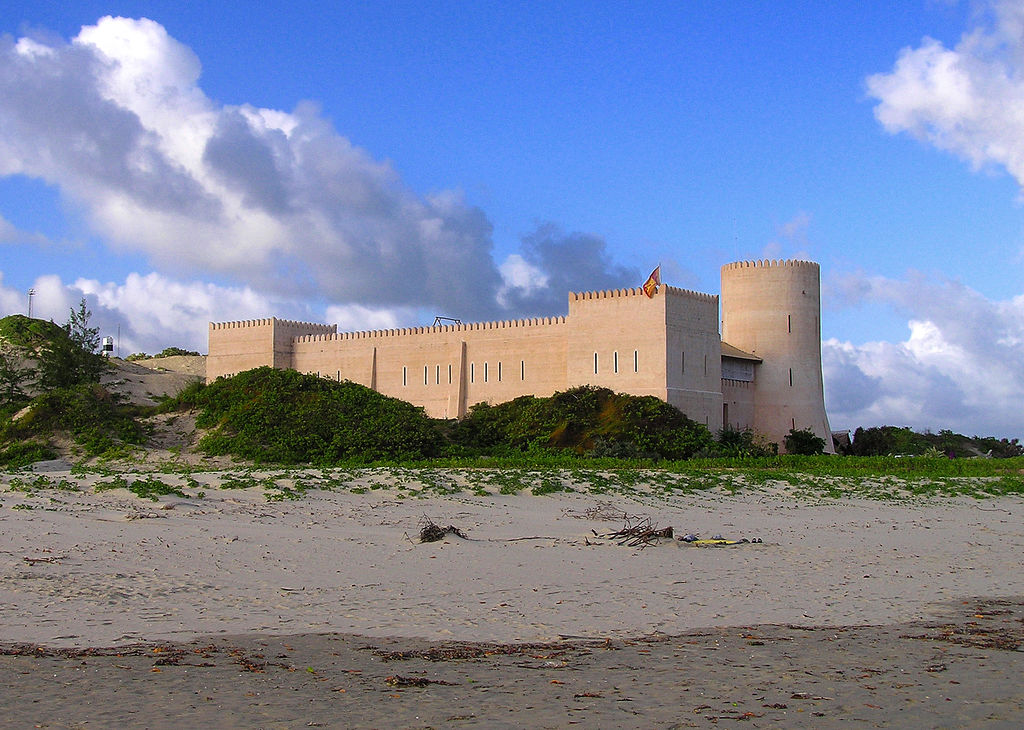
Le Fort de Lamu
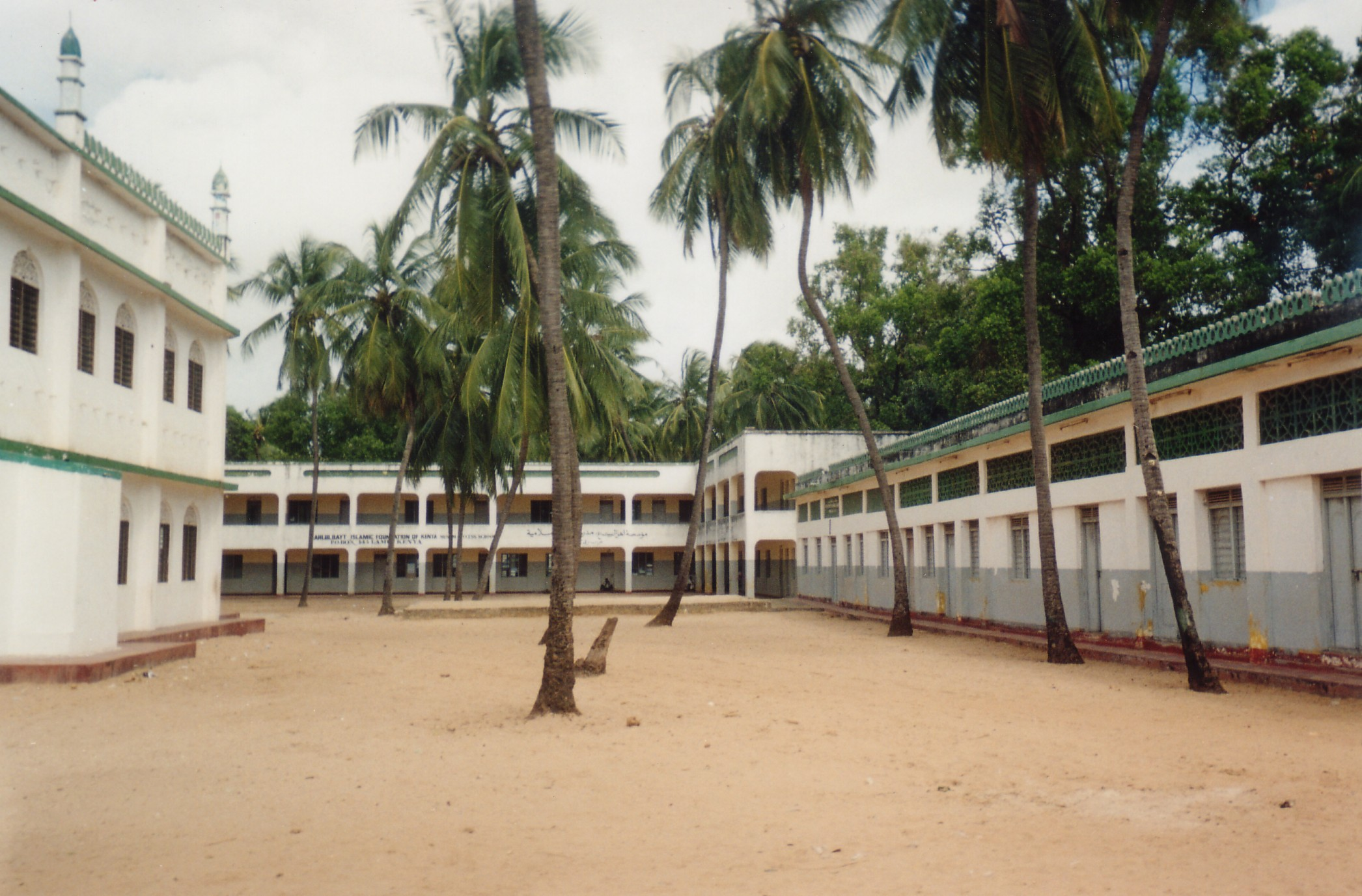
La mosquée Riyadha
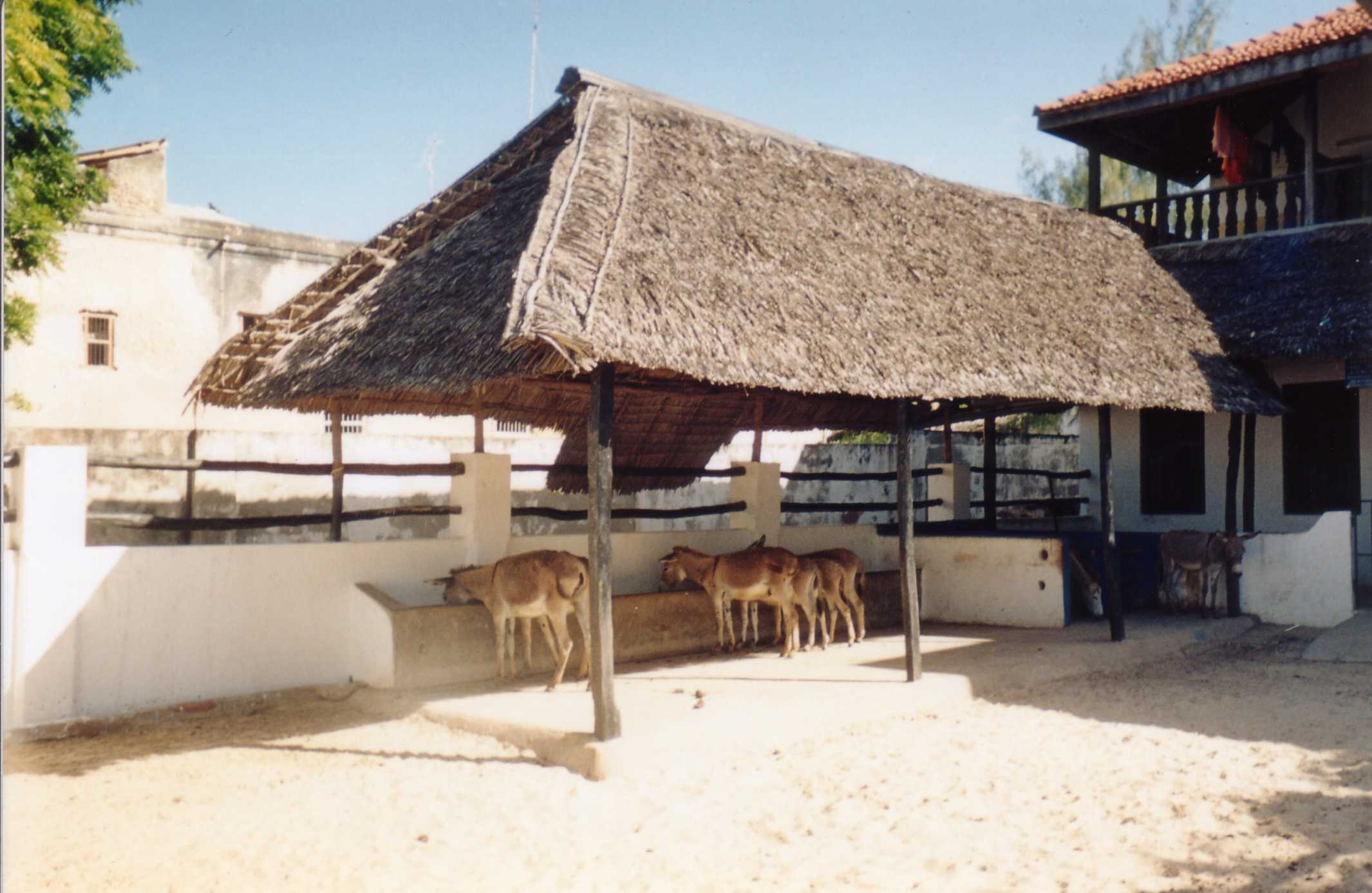
Le Sanctuaire des ânes
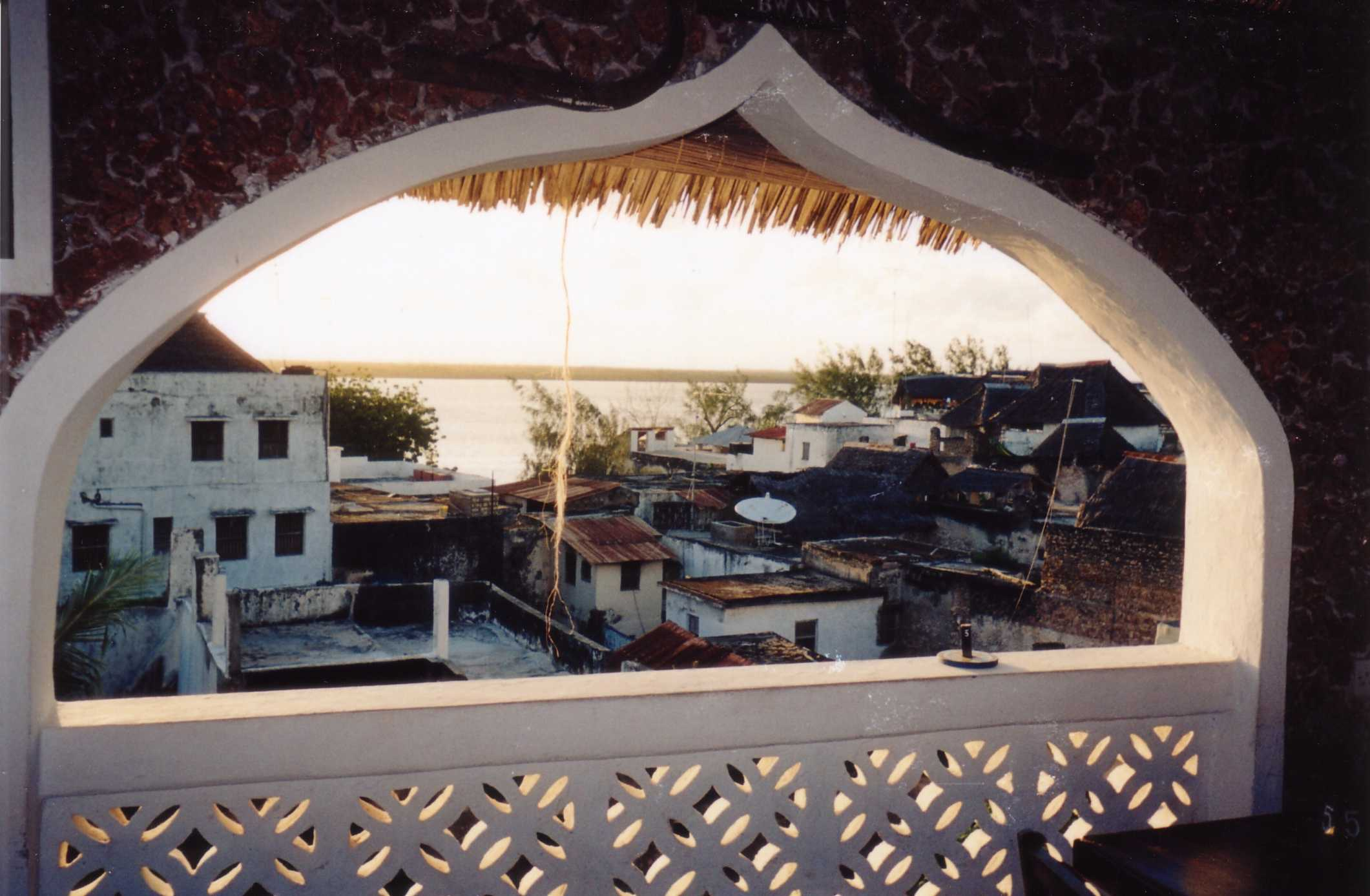
Vue depuis le Stone House Hotel Restaurant
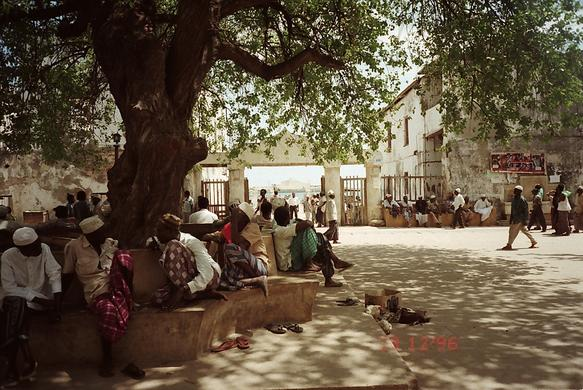
La grande place de Lamu, face au fort. (1996)
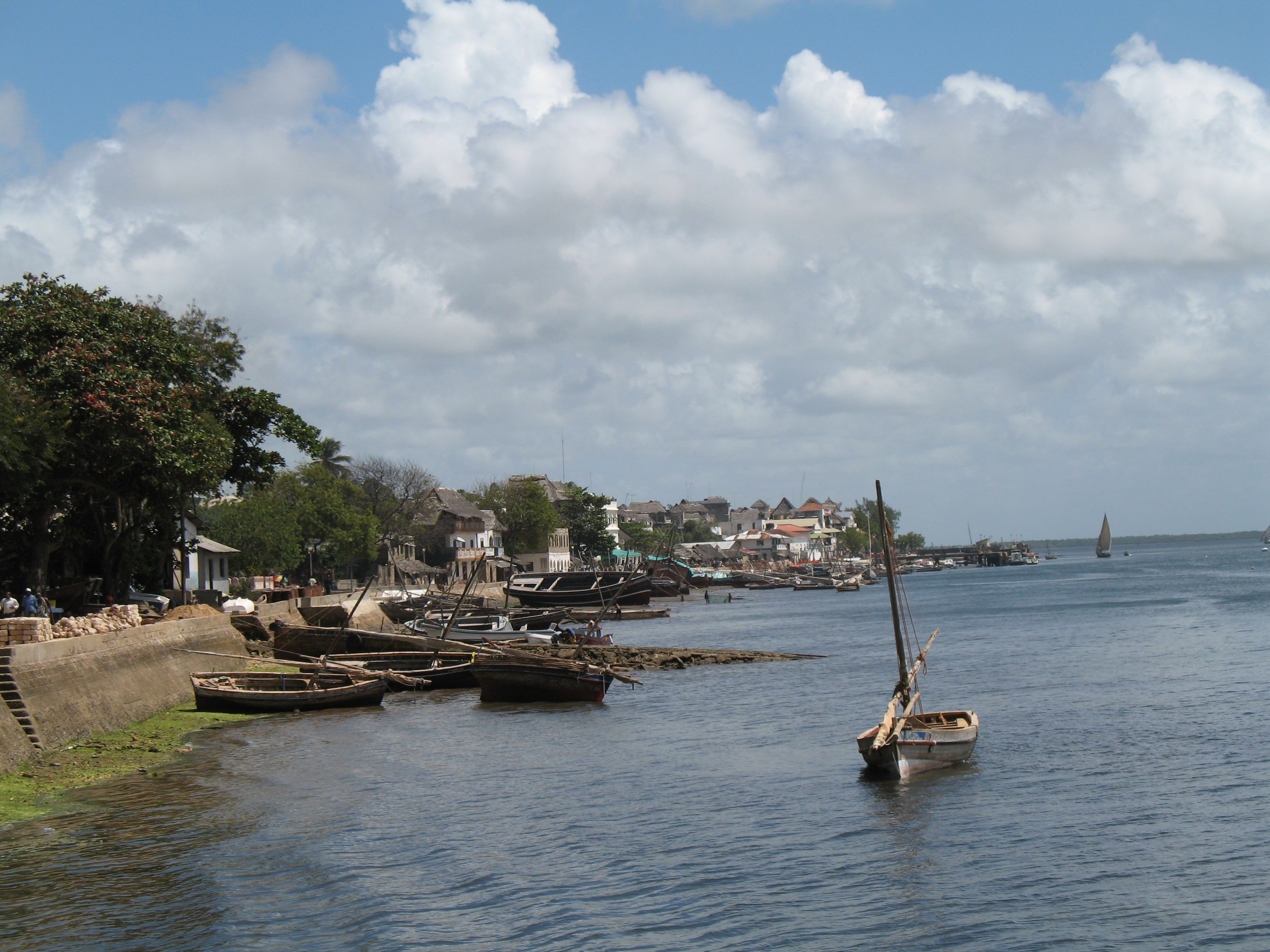
Le front de mer
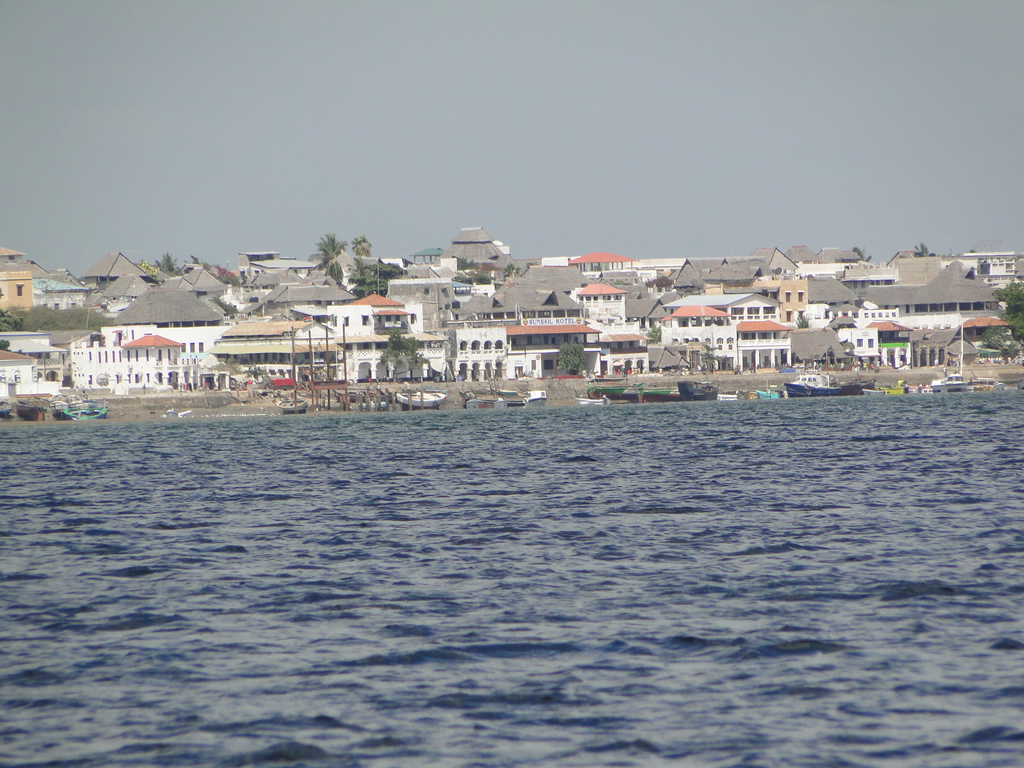
Lamu vue de la mer.
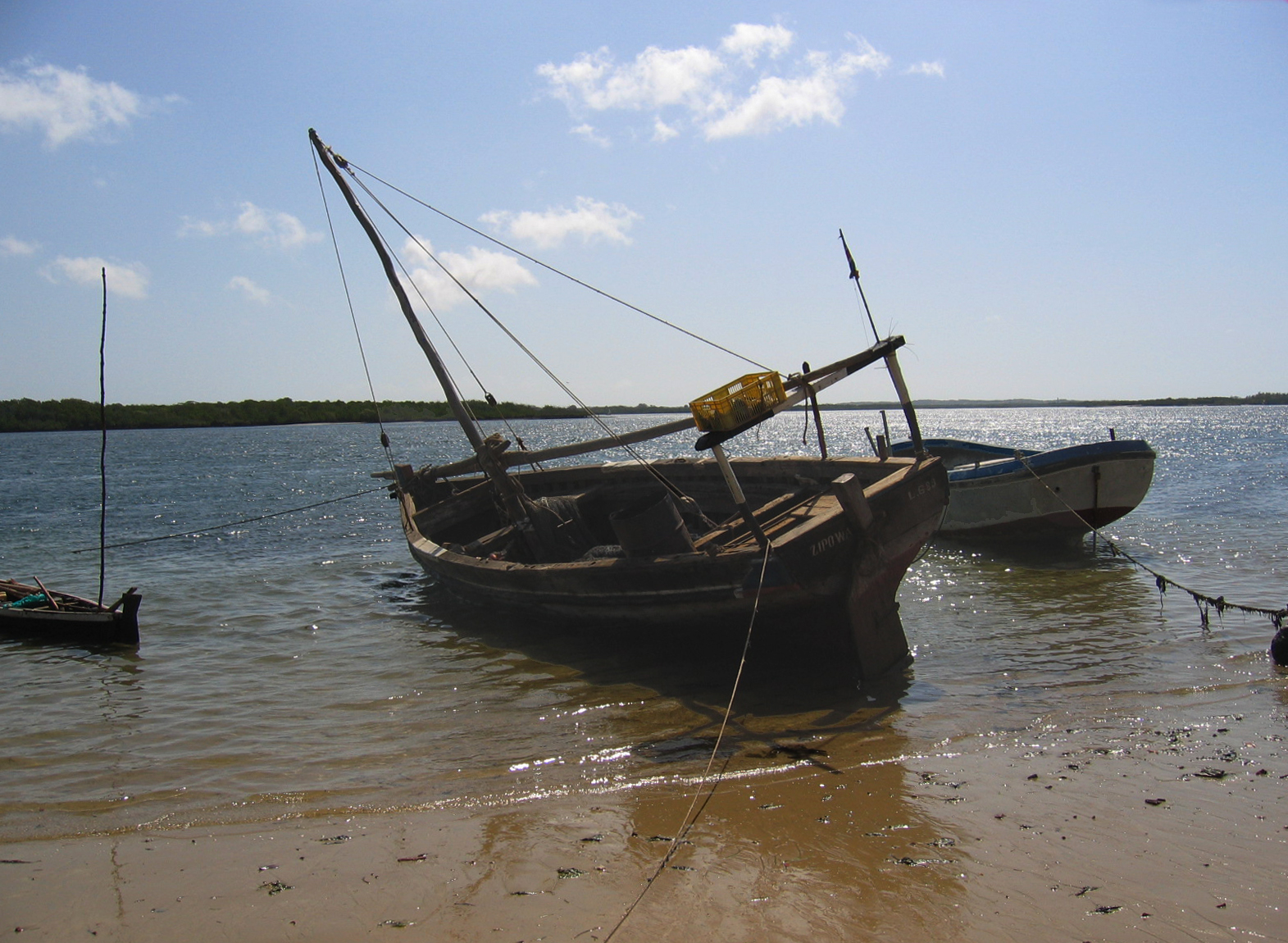
Un boutre de marins à marée basse.